# フアン・デ・スマラガ

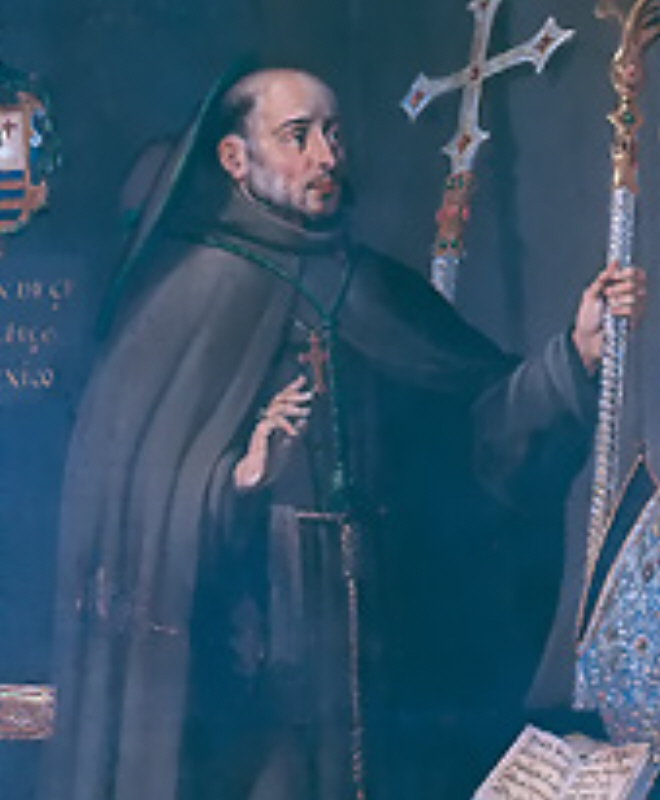
スマラガの肖像

フアン・デ・スマラガ（Juan de Zumárraga、1468年? - 1548年6月3日）は、スペインのバスク地方出身のフランシスコ会の修道士で、初代メキシコ司教。

## 生涯
スマラガは今のバスク州ビスカヤ県のドゥランゴで生まれた。
1527年12月20日、神聖ローマ皇帝カール5世（スペイン王カルロス1世）によって初代メキシコ司教に任命されてヌエバ・エスパーニャに送られた。彼は司教として叙階されていない被選司教およびインディオ保護者 (Protector of the Indians) の身分を与えられた。同時にヌーニョ・デ・グスマンを長官とする第1アウディエンシアの聴訴官 (oidor) たちも同行した。スマラガは1528年末にメキシコシティに到着した。
グスマンを長官とするアウディエンシアによる統治は非常に残酷なもので、エルナン・コルテス派を迫害し（コルテス本人は当時スペイン本国にいて不在だった）、また新しい税を先住民に課したり、奴隷として売ったりした。このため先住民の保護を任務としていたスマラガとグスマンは対立した。スマラガはグスマンの罷免を皇帝に求めようとしたが、グスマンがコルテス派の人間が書く手紙を検閲したためにそれは不可能だった。1529年、スマラガはビスカヤ出身の船乗りにことづけて密かに皇帝に手紙を送った。
スペイン本国でコルテスが自らの行為の正当性を訴えて成功したという話を聞いたグスマンは、コルテスが帰ってきて復讐を始めることを恐れ、1529年12月22日にメキシコシティを去って西部への遠征に出発した。
翌1530年3月、かつてコルテスに仕えていてフランシスコ会修道院に避難していた者たちを聴訴官が教会から引きずりだして暴行を加える事件が発生した。フランシスコ会はテスココに逃れた。同年ヌエバ・エスパーニャ総督の地位を得たコルテスがメキシコに戻ってきた。
1530年、インディアス枢機会議はメキシコ第2のアウディエンシアを設立することを決めた。翌1531年に新しいアウディエンシアがヌエバ・エスパーニャに到着し、不在のグスマンは別として、第1アウディエンシアの聴訴官であったマティエンソやデルガディーリョは捕えられてスペイン本国に送られた。
政敵に非難されたスマラガはスペイン本国に戻って自らの身の潔白を弁護する必要が生じた。スマラガは1532年に出発した。スペインでスマラガは名誉を回復し、1533年4月27日にバリャドリードにおいて司教の叙階を受けた。1534年10月に3隻の船に多くの技術者を連れてメキシコに戻った。
スマラガはメキシコで初代オアハカ司教フアン・ロペス・デ・サラテ、初代グアテマラ司教フランシスコ・マロキン、初代ミチョアカン司教バスコ・デ・キロガらを叙階した。
1542年にバルトロメ・デ・ラス・カサスの有名な新法が成立し、先住民の奴隷化が禁止された。しかしこの法は当時植民地にいたほぼすべてのスペイン人の利益に反するものであったため、スマラガは新法の実行の保留を願い、結局先住民に対する暴行は止めるがスペイン人に重い負荷がかからないような妥協が成立した。
スマラガは学校、アメリカ大陸初の印刷所、病院などを設立し、農業や手工業などの産業を振興した。有名なコレヒオ・デ・サンタ・クルス・デ・トラテロルコ (Colegio de Santa Cruz de Tlatelolco) は1536年に設立された。バスコ・デ・キロガらと同様、スマラガもエラスムスやトマス・モア『ユートピア』の影響を受けていた。
1548年6月3日にメキシコシティで没した。
1546年にメキシコ大司教区が成立すると、スマラガが初代大司教に任命された。1548年7月8日に教皇勅書が届いたが、その1か月前にスマラガは没していた。